# Богатюк Микола-Юрій Теодорович
Микола-Юрій Богатюк (англ. Nicholas Jurij Bohatiuk) (2 січня 1926, м. Тернопіль — 22 січня 2007, м. Вілмінгтон, штат Делавер, США) — український економіст, політолог, громадський діяч в діаспорі, дійсний член НТШ Америки (1963), віце-президент НТШ (1974—1977), Член Управи НТШ Америки (1977—1983), професор-емерит економіки коледжу Ле-Мойн та Українського вільного університету, професор-гість Вірджинського університету, Львівського інституту менеджменту та Українського католицького університету імені святого Климента. Редактор журналів «Ukrainian Quarterly» та «Фенікс», економічний коментатор «Голосу Америки» (1974—1984).

## Біографія
У 1944 році закінчив Тернопільську гімназію, після чого протягом 1945—1946 рр. навчався у Грацькому університеті (Австрія) та 1946—1949 рр. — на економічному факультеті Мюнхенського університету Людвіга-Максиміліана (Німеччина), здобувши ступінь магістра. У 1951 році отримав магістерський ступінь на факультеті державних та економічних наук Українського вільного університету в Мюнхені. Того ж року здобув ступінь доктора в галузі економіки за темою «Співдія та співвирішування робітництва в господарстві». Наступного року став габілітованим доктором політичних наук за темою «Генеза й основи австрійського водного права».
1955—1959 — спеціалізація на факультеті східноєвропейських досліджень Нью-Йоркського університету (США).

## Педагогічна діяльність
З 1962 до 1997 викладав економіку в коледжі Ле-Мойн (Сірак'юс, штат Нью-Йорк). Також, як професор-гість читав курси лекцій в університеті штату Вірджинія (США), у Львівському інституті менеджменту та в Українському католицькому університеті імені святого Климента в Римі.
З 1976 працював викладачем та на адміністративній роботі в Українському вільному університеті на факультеті права та суспільно-економічних наук та факультеті державних та економічних наук — у 1976—1978 рр. як професор-гість політичної економії, у 1979—1997 рр., у 1998—2005 рр. — професор-емерит. Протягом 1990—1992 рр. там же обіймав посаду декана, а у 1992—1993 рр. — продекана факультету права і суспільно-економічних наук.
Помер 22 січня 2007 року у місті Вілмінгтон, штат Делавер (за іншими даними — в Нью-Франкліні), похований на цвинтарі міста Фокс-Чейс поблизу Філадельфії (США).

## Наукова діяльність
Основним науковим зацікавленням Миколи-Юрія Богатюка була економіка України ХІХ—ХХ століть. Він є автором багатьох публікацій з економіки, багаторазово організовував та брав участь в наукових конференціях з економіки.
У 1978 році організував ІІІ науковий з'їзд Постійної конференції українських студій при Українському науковому інституті Гарвардського університету (HURI), США. 1981 доповідав на 11-й Міжнародній атлантичній конференції з економіки в Лондоні на тему «Інтеграція України в Раду з економічної взаємодопомоги», а 1983 — на 15-й Міжнародній атлантичній конференції із загальної економіки та економіки охорони здоров'я у Парижі на тему «Російський колоніалізм в Україні».
24 листопада 1973 року доповідав на тему «Стан економічної науки в Совєтській Україні» у секції історії України на Ювілейному науковому конгресі для відзначення 100-ліття НТШ (Нью-Йорк). 9 жовтня 1976 року проводив наукову сесію «Українці в Америці: перегляд останніх 200 років» під егідою НТШ Америки, а 24 листопада 1978 року виступав із доповіддю «НЕП та економічна думка в Україні» на Ювілейному науковому конгресі НТШ, присвяченому 30-літтю НТШ у США та 60-літтю відновлення Української державності (Колумбійський університет, Нью-Йорк).
Автор наукових праць у «Записках НТШ» (1976, т. CXCII) та інших видавництвах.
Відомими є його цикли лекцій, прочитаних в Українському науковому інституті Гарвардського університету:
- «Русифікація України в останні роки» (1976),
- «Економіка України та русифікація» (1977),
- «Концепція української економіки і національна незалежність» (1980),
- «Україна в економічній системі Східної Європи» (1981),
- «Економічний розвиток і регіональна спеціалізація в радянській Україні» (1982).

## Громадська діяльність
Брав активну участь у громадській діяльності української діаспори США. Член та голова низки українських суспільних організацій Сполучених Штатів Америки:
- віце-президент і член виконавчої управи Дорадчої академічної ради Українського наукового інституту Гарвардського університету,
- засновник і президент Постійної конференції українських студій Українського наукового інституту Гарвардського університету (1975—83);
- головний редактор журналу «Фенікс» (1964—70) та «Ukrainian Quarterly» (1985—87),
- економічний коментатор української служби «Голосу Америки» (1975—84);
- президент Сеньйорату Товариства української студіюючої молоді ім. М. Міхновського,
- член-засновник і багаторічний секретар Українського академічного і професійного товариства у США,
- член виконавчої управи Організації із захисту чотирьох свобод в Україні та вишкільної ради Спілки української молоді,
- голова відділу Українського конгресового комітету Америки в місті Сірак'юс,
- член Організації українських націоналістів.
- член НТШ Америки (з березня 1963); з 27 жовтня 1978 — дійсний член НТШ Америки (від Секції історії України); з 28 грудня 1968 по 23 березня 1974 — член управи НТШ Америки; з 23 березня 1974 по 16 квітня 1977 — заступник голови НТШ Америки.

## Праці
- [Рец. на:] Henderson W. O. The industrial revolution in Europe: Germany, France, Russia 1800—1914 (Chicago, 1961, 288 pp.) // Revue of Social Economy, 1963, vol. 21, N 1, p. 83—84;
- The Soviet Economy Fifty Years Later // Associated University Bureaus of Business and Economic Research, University of Oregon, 1969, vol. 19, N 8, p. 20—24;
- Економічна наука в сучасній Україні // Записки НТШ / За ред. М. Стахіва. Нью-Йорк; Париж; Сидней; Торонто, 1976, т. CXCII, с. 197—209;
- Кримська війна (1853—1856) та українська економіка // Науковий збірник УВУ на пошану проф. д-ра В. Янева. Мюнхен, 1983, т. 10, с. 924—41;
- Russian colonialism in Ukraine // Atlantic Economical Journal, 1983, vol. 11, N 3, p. 86—87;
- Russification and the economy of Ukraine // Jahrbuch der Ukrainekunde. Ausgabe der Arbeits- und Fürderungsgemeinschaft der Ukrainischen Wissenschaften e. V. / Hrsg. von H. Waskowycz. München, 1984, Bd. 21, S. 236—61;
- [Рец. на:] Rieber A. J. Merchants and entrepreneurs in imperial Russia (Chapel Hill, 1982, 464 pp.) // Journal of Ukrainian Studies, 1985, vol. 10, N 2, p. 113—15;
- The quest for freedom: the Ukrainian Emigration of World War II, 1941—1945 // Jahrbuch der Ukrainekunde. München, 1985, Bd. 22, S. 187—204;
- The Ukrainian emigrants of World War II: 1945—1954. Their life in the camp economy // The Ukrainian Quarterly, 1985, vol. 41, N 1—2, p. 5—34;
- Doctoral dissertations on topics related to Ukraine accepted by American, Canadian and British universities, 1934—1986 // The Ukrainian Quarterly, 1986, vol. 42, N 3—4, p. 289—317;
- The economy of Kiev under foreign conquerors, 1941—1944. A socio-economic survey // The Ukrainian Quarterly, p. 35—58;
- Устав Володимира Великого і суспільно-економічні зносини з церквою // Збірник праць Ювілейного наукового конґресу у 1000-ліття хрищення Руси-України. Мюнхен, 1989, с. 108—35;
- The economic aspects of camp life // The refugee experience: Ukrainian displaced persons after World War II / Ed.: W. W. Isajiw, Y. Boshyk, R. Senkus. Edmonton, 1992, p. 69—89.